# Liste der Monuments historiques in Ville-sur-Illon
Die Liste der Monuments historiques in Ville-sur-Illon führt die Monuments historiques in der französischen Gemeinde Ville-sur-Illon auf.

## Liste der Immobilien
| Bezeichnung       | Beschreibung                                                                                  | Standort                                       | Kennzeichnung | Schutzstatus | Datum | Bild           |
| ----------------- | --------------------------------------------------------------------------------------------- | ---------------------------------------------- | ------------- | ------------ | ----- | -------------- |
| Kirche St-Sulpice | aus dem 15. Jahrhundert                                                                       | Ville-sur-Illon, place de l’Église (Lage)      | PA00107313    | Classé       | 1914  | weitere Bilder |
| Château Lobstein  | Wohnhaus des Brauereibesitzers Jacques Lobstein, 1904, mit Fenstern von Charles Champigneulle | Dommartin-lès-Ville, rue de l’Abreuvoir (Lage) | PA00125548    | Inscrit      | 1993  | weitere Bilder |

## Liste der Objekte
| Bezeichnung                 | Beschreibung                                                                     | Standort                                            | Kennzeichnung | Schutzstatus   | Datum | Bild |
| --------------------------- | -------------------------------------------------------------------------------- | --------------------------------------------------- | ------------- | -------------- | ----- | ---- |
| Hauptaltar                  | Altartisch, Retabel, Tabernakel und Exposition; Holz, vergoldet, 18. Jahrhundert | Ville-sur-Illon, in der Kirche St-Sulpice (Lage)    | PM88000969    | Classé         | 1961  |      |
| Pietà                       | Stein, 16. Jahrhundert                                                           | Ville-sur-Illon, in der Kirche St-Sulpice (Lage)    | PM88000970    | Classé         | 1961  |      |
| Taufbecken                  | Stein, bemalt, 18. Jahrhundert                                                   | Ville-sur-Illon, in der Kirche St-Sulpice (Lage)    | PM88001852    | Inscrit        | 2007  |      |
| Wappenstein                 | Kalkstein, 1531                                                                  | Ville-sur-Illon, in der Kirche St-Sulpice (Lage)    | PM88001853    | Inscrit        | 2007  |      |
| Epitaph für Antoine Guyot   | Marmor, 1690                                                                     | Dommartin-lès-Ville, in der Kirche St-Martin (Lage) | PM88000967    | Classé         | 1947  |      |
| Rosenkranzaltar             | Stein, Marmor, Ende des 17. Jahrhunderts                                         | Dommartin-lès-Ville, in der Kirche St-Martin (Lage) | PM88000968    | Classé         | 1947  |      |
| Skulptur Heiliger Rochus    | Stein, 16. Jahrhundert                                                           | Ville-sur-Illon, in der Kirche St-Sulpice (Lage)    | PM88000971    | Classé         | 1961  |      |
| Chorschranke                | Schmiedeeisen, Blech, vergoldet, 18. Jahrhundert                                 | Dommartin-lès-Ville, in der Kirche St-Martin (Lage) | PM88001848    | Classé Inscrit | 1980  |      |
| Taufbecken                  | Kalkstein, 16. Jahrhundert                                                       | Dommartin-lès-Ville, in der Kirche St-Martin (Lage) | PM88001850    | Inscrit        | 2007  |      |
| Monstranz                   | Silber, vergoldet, Edelsteine, 1891                                              | Ville-sur-Illon, in der Kirche St-Sulpice (Lage)    | PM88001851    | Inscrit        | 2007  |      |
| Skulptur Antonius der große | Holz, farbig gefasst, 18. Jahrhundert                                            | Dommartin-lès-Ville, in der Kirche St-Martin (Lage) | PM88001849    | Inscrit        | 2006  |      |
| Hauptaltar                  | Altartisch, Tabernakel und Exposition; Holz, vergoldet, 18. Jahrhundert          | Dommartin-lès-Ville, in der Kirche St-Martin (Lage) | PM88000972    | Classé         | 1980  |      |